# Näringsrubbningar
Näringsrubbningar eller nutritionsrubbningar är en grupp sjukdomar som beror på för litet eller för mycket näring. Rubbningen kan vara total som vid svält eller fetma, eller begränsad till ett visst näringsämne.
Näringsrubbningar uppstår vanligen, men inte alltid, till följd av dålig kosthållning, självvald eller ofrivillig. Vid svält och fetma finns en obalans mellan kroppens näringsbehov och näringstillförsel, vad gäller vitaminer, mineraler, proteiner, fetter och socker. Vissa sjukdomar, som malabsorption eller hypotyreos, kan leda till undernäring eller fetma, oberoende av kosthållning.
Total näringsrubbning mäts som regel med kroppsvikt eller BMI. Brist eller förgiftning av ett näringsämne mäts med urin- eller blodprov.
Svält kan ge ödem och pigmentrubbningar som vid kwashiorkor, allmän vitamin- och mineralbrist, och yttra sig i endokrina rubbningar, energibrist och psykiska störningar. Undernäring av foster kan leda till störningar i utvecklingen. Vid behandlingen av svältoffer kan personen drabbas av återuppfödningssyndrom.
Överkonsumtion av näring kan ge fetma, vilket kan leda till överbelastning av kroppens leder och organ med förslitningsskador. Fetma ökar risken för kardiovaskulära sjukdomar, vissa endokrina sjukdomar, högt blodtryck med mera.
Ensidig kost och sjukdomar kan leda till ett bristtillstånd av ett visst näringsämne, till exempel någon vitamin eller mineral (näringsbrist). Ensidig kost kan också leda till motsatsen, vitamin- eller mineralförgiftning.